# З Богами: Два світи
З Богами: Два світи (кор. 신과함께: 죄와 벌) — південнокорейський фантастичний фільм 2017 року, знятий режисером Кім Ен Хва за мотивами вебтуну Джу Ху Міна «З Богами». У фільмі розповідається про посмертні пригоди пожежника та його проходження випробувань з метою пройти реінкарнацію.
Прем'єра відбулася 20 грудня 2017. Сиквел під назвою «З Богами: Останні 49 днів» вийшов 1 серпня 2018.
«З Богами: Два світи» є третім найпопулярнішим і касовим фільмом в історії південнокорейського кінематографу.

## Сюжет
Пожежник Кім Джа Хон гине під час пожежі, рятуючи дитину. Він зустрічається з трьома ангелами смерті, які пояснюють йому, що за наступні 49 днів він має пройти 7 випробувань і переродитися, а їхнє завдання допомогти йому у випробуваннях, виступаючи в ролі захисників на суді. Ангели впевнені в успіху, оскільки Кім Джа Хон загинув героєм і його душа вважається «еталоном».
На першому суді пожежника звинувачують у тому, що він не витягнув свого керівника з пожежі. Проте захисникам вдається довести, що начальник Кім Джа Хона сам наказав йому рятувати інших. Крім того, ангели вказують на те, що пожежник того дня врятував вісьмох людей. Суддя виносить виправдувальний вирок.
Перед другим судом, судом лінощів, верховний ангел Ган Рим радить пожежникові в жодному разі не спілкуватися з богинею. На суді з'ясовується, що Кім Джа Хон не проводив час у ледарстві, а, навпаки, працював на кількох роботах. Богиня питає його, навіщо він це робив, і той відповідає, що заради грошей. У цей момент позиція судді змінюється, вона заявляє, що його богом є гроші та готується винести обвинувальний вирок. У цей момент, Ган Рим стрибає у воду і, утримуючи пліт з обвинуваченим, що спливає у бік величезного водоспаду, доводить, що Кім Джа Хон, дійсно, працював заради грошей, але гроші він посилав хворій мамі і своєму молодшому братові. Тоді суддя виправдовує героя.

## В ролях
- Ха Чо Ну — Ган Рим
- Ча Те Хен — Кім Джа Хон
- Чжу Джі Хун — Хевонмак
- Кім Хян Гі — Лі Док Чун